# Firenze-Lugano no stop
Firenze-Lugano no stop è l'ultima raccolta di Ivan Graziani.
Rappresenta una raccolta dei brani più famosi della carriera solista del cantautore abruzzese, oltre a due inediti: Il lupo e il bracconiere e Giuliana.

## Tracce CD 1
1. Il lupo e il bracconiere - (Ivan Graziani) - Inedito
2. Firenze (canzone triste) - (Ivan Graziani)
3. Il chitarrista - (Ivan Graziani, Cheope)
4. Agnese - (Ivan Graziani,Traditional)
5. Monna Lisa - (Ivan Graziani)
6. Signora bionda dei ciliegi - (Ivan Graziani,Cheope)
7. Dada - (Ivan Graziani)
8. Fuoco sulla collina - (Ivan Graziani)
9. Cleo - (Ivan Graziani)
10. Grande mondo - (Ivan Graziani)
11. Angelina - (Ivan Graziani)
12. E sei così bella - (Ivan Graziani)

## Tracce CD 2
1. Pigro - (Ivan Graziani)
2. Ballata per 4 stagioni - (Ivan Graziani)
3. Giuliana - (Ivan Graziani) - Inedito
4. I lupi - (Ivan Graziani)
5. Paolina - (Ivan Graziani)
6. Taglia la testa al gallo - (Ivan Graziani)
7. Canzone per Susy - (Ivan Graziani)
8. Doctor Jekyll and Mr. Hyde - (A.Rosa,Ivan Graziani)
9. Palla di gomma - (Cheope,Ivan Graziani)
10. Gran Sasso - (Ivan Graziani)
11. Navi - (Cheope,Ivan Graziani)
12. Lugano addio - (Ivan Graziani)